# Battaglia di al-Qadisiyya
La battaglia di al-Qādisiyya (in arabo  معركة القادسية‎?, Maʿrakat al-Qādisiyya) fa parte dei conflitti intrapresi dalla giovane umma arabo-musulmana al di fuori della penisola arabica, all'epoca del Califfato di ʿUmar b. al-Khattāb.

## Storia
Fu combattuta nel 636 o nel 637 d. C. sul difficile fronte mesopotamico-persiano: il più arduo se lo si paragona a quello siriano o egiziano, a causa dell'indubbia potenza residua dei Sasanidi persiani e dei loro antichi alleati Lakhmidi di al-Hīra.
Dopo la devastante sconfitta subita dagli Arabi nella cosiddetta battaglia del Ponte, detta Yawm Jisr, (ottobre/novembre 634), e la limitata rivincita araba guadagnata a Buwayb (novembre 635), i musulmani ripresero l'offensiva grazie all'impegno dell'importante esponente della tribù dei Banū Bakr ibn Wāʾil, al-Muthannā b. Hāritha al-Shaybānī che, per lucrare la funzione prestigiosa di Sayyid della sua gente, si era a suo tempo recato a Medina per fare atto di conversione e - con questa investitura di sicuro effetto psicologico, rafforzata dagli aiuti militari che gli furono assegnati per il suo scopo dal Califfo Abū Bakr - marciare contro i Persiani e, non secondariamente, contro il capo della propria tribù.
La sconfitta al Ponte lo lasciò però gravemente ferito, senza che egli fosse riuscito a determinare il successo per sé e per l'Islam in quelle regioni della Penisola Araba che erano a immediato contatto con le basse terre mesopotamiche e con l'altopiano iranico.

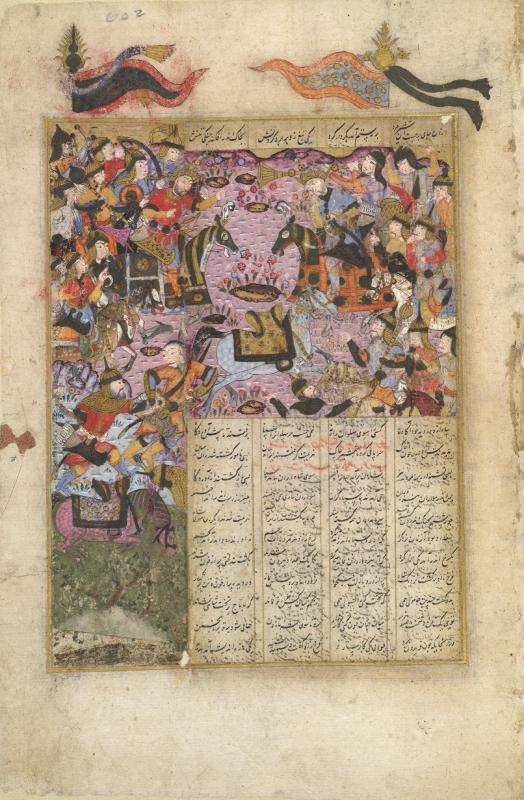
La battaglia di al-Qādisiyya da un manoscritto dello Shāh-nāmeh, British Library (MS. I.O. Islamic 3265 (1614) f. 602r).

Un nuovo esercito levato dal Califfo fu quindi affidato al Compagno del Profeta Muhammad, Saʿd ibn Abī Waqqāṣ, ma mentre esso si organizzava per impegnare ancora una volta l'avversario persiano, al-Muthannā morì per i postumi delle ferite, rimanendo per sempre agli occhi degli Iracheni il loro indiscusso e formidabile campione.
Fu quindi il solo Saʿd ibn Abī Waqqāṣ a marciare incontro ai suoi avversari, guidati dallo Shāhanshāh sasanide Yazdegerd III e dal suo comandante Rustam che, per l'occasione, usò come di consueto alcuni elefanti.

I due eserciti si fronteggiarono, separati da un canale chiamato al-ʿAtīq (il Profondo), e i combattimenti cominciarono il giorno dopo, quando l'esercito persiano ebbe oltrepassato di notte il corso d'acqua (muharram 15 o 16 dell'Egira, equivalente al febbraio 636 o al 637), entrando in contatto con i musulmani arabi che, sul campo, ubbidivano a Khālid ibn ʿUrfuta, dal momento che Saʿd era impossibilitato a cavalcare, e fra le cui file combatté con valore l'antico "falso profeta" Tulayha b. Khuwaylid - sconfitto da Khālid ibn al-Walīd nella "guerra della ridda" - convertitosi ormai all'Islam.
Fallito un tentativo di negoziato, la battaglia si sviluppò con inaudita virulenza per 3 giorni. Morto in combattimento Rustam, i Persiani (molti dei quali si dice combattessero incatenati per costituire un insormontabile baluardo contro gli attacchi nemici) ricevettero una devastante sconfitta che consegnò nelle mani arabe lo stendardo imperiale, detto Drafsh-i Kāwiyān e, di fatto, aprì alle armate islamiche le porte del vero e proprio territorio occidentale persiano.